# Grammia splendida
Grammia splendida är en fjärilsart som beskrevs av Kurt Gerber 1979. Grammia splendida ingår i släktet Grammia och familjen björnspinnare. Inga underarter finns listade i Catalogue of Life.